# Élie de Rothschild
Élie Robert de Rothschild (Pariz, Francuska, 29. svibnja 1917. – Scharnitz, Austrija, 6. kolovoza 2007.), francuski bankar iz poznate židovske bankarske obitelji Rothschild.
Rodio se kao najmlađe od četvero djece i drugorođeni sin u obitelji baruna Roberta de Rothschilda (1880. – 1946.) i barunice Gabrielle Nelly Beer (1886. – 1945.). Zarobljen je za vrijeme Drugog svjetskog rata 1940. godine blizu belgijske granice. Interniran je u logor za vojne zarobljenike kraj Nienburga, iz kojeg je pokušao neuspješno pobjeći, nakon čega je prebačen u Colditz, a odatle u Lübeck, gdje se ujedinio sa starijim bratom Alainom (1910. – 1982.), koji je bio takđer zarobljen.
Godine 1947. oženio je Liliane Fould-Springer (1916. – 2003.), s kojom je imao troje djece:
- Nathaniel de Rothschild (r. 1946.)
- Nelly de Rothschild (r. 1947.)
- Elisabeth de Rothschild (r. 1952.)

Poslije završetka rata pomogao je bratu Alainu i rođaku Guyu (1909. – 2007.) podignuti obiteljsku banku de Rothschild Frères na noge i proširiti djelatnosti, osobito na Sjevernu željezničku kompaniju. Godine 1956. Élie je postao predsjednik obiteljske firme PLM, tvrtkom koja se bavila izgradnjom i promocijom hotela, motela i restorana. Tvrtka je izgradila lanac hotela u Francuskoj i Švicarskoj, a prvi hotel u Parizu otvorila je 1972. godine. Još 1946. preuzeo je u vlasništvo vinogradarsko imanje Château Lafite-Rothschild, kojim je upravljao zajedno s bratom Alainom, rođakom Guyom i njihovim britanskim rođakom Jamesom de Rothschildom (1878. – 1957.). Godine 1974. Élie je predao upravu Château Lafite-Rothschilda svome nećaku Éricu, Alainovom sinu. Poslije umirovljenja, Élie je ostao aktivan u svojoj lovačkoj kući u austrijskim Alpama.